# Nychia
Nychia is een geslacht van wantsen uit de familie van de Notonectidae (Bootsmannetjes). Het geslacht werd voor het eerst wetenschappelijk beschreven door Carl Stål in 1860.

## Soorten
Het genus bevat de volgende soorten:

- Nychia infuscata Paiva, 1918
- Nychia limpida Stål, 1859
- Nychia malayana Lundblad, 1933
- Nychia marshalli (Scott in Marshall, 1872)
- Nychia sappho Kirkaldy, 1901